# Lubomyr Halczuk
Lubomyr Bohdanowycz Halczuk, ukr. Любомир Богданович Гальчук (ur. 18 września 1981 w Nadwórnej, w obwodzie iwanofrankowskim) – ukraiński piłkarz, grający na pozycji obrońcy.

## Kariera piłkarska

### Kariera klubowa
Wychowanek klubu Beskyd Nadwórna. Rozpoczął karierę piłkarską w drużynie Kowel-Wołyń Kowel, który był farm-klubem Wołyni Łuck. 20 maja 2002 debiutował również w składzie Wołyni. Wiosną 2004 został wypożyczony do Polissia Żytomierz. Zimą 2005 przeniósł się do klubu Hazowyk-Skała Stryj. W 2006 został zaproszony do Illicziwca Mariupol, ale nie zagrał żadnego meczu w nim. W 2007 został piłkarzem FK Lwów. Na początku 2011 zasilił skład klubu Helios Charków. Latem 2013 przeszedł do Tytanu Armiańsk. W 2014 grał w zespole amatorskim FK Łapajewka. Na początku 2015 został piłkarzem MFK Mikołajów, a latem 2015 przeniósł się do Weresu Równe. Latem 2016 wyjechał za ocean, gdzie podpisał kontrakt z kanadyjskim FC Ukraine United, a w 2017 z FC Vorkuta.